# Euspilotus lacordairei
Euspilotus lacordairei är en skalbaggsart som först beskrevs av Sylvain Auguste de Marseul 1855.  Euspilotus lacordairei ingår i släktet Euspilotus och familjen stumpbaggar. Inga underarter finns listade i Catalogue of Life.